# Populus tristis
Populus tristis é uma espécie de árvore do gênero Populus, pertencente à família Salicaceae. É nativa da nordeste da Ásia.